# Prioritätsprinzip
Das Prioritätsprinzip (auch Prioritätsgrundsatz) findet in verschiedenen Rechtsbereichen Anwendung und beschreibt Regeln, nach denen unter mehreren gleichartigen Vorgängen ausschließlich der zeitlich frühere zu berücksichtigen ist (prior tempore potior iure).
Bei Verfügungen hat dieses Prinzip zur Folge, dass bei mehreren Verfügungen eines Verfügungsberechtigten über dasselbe Recht nur die älteste wirksam ist, während nachfolgende Verfügungen unwirksam sind, da mit Wirksamwerden der ersten Verfügung die Rechtsinhaberschaft endet.
Das Prinzip geht auf den allgemeinen Rechtsgedanken zurück, dass man nicht mehr Rechte übertragen kann, als man selbst hat (nemo plus iuris ad alium transferre potest quam ipse haberet – D. 50, 17, 54).

## Grundbuchrecht
Im Grundbuchrecht gilt der grundbuchrechtliche Prioritätsgrundsatz. Gemäß § 17 GBO sind Eintragungsanträge, die dasselbe Recht betreffen, in der Reihenfolge des Eingangs beim Grundbuchamt zu erledigen.

## Handelsrecht
Der Inhaber eines älteren Firmennamens kann vom jüngeren die Unterlassung der Eintragung einer nicht genügend abgegrenzten und damit verwechslungsfähigen Firmenbezeichnung im Handelsregister verlangen (§ 37 Abs. 2 HGB). Abgesehen davon hat der Registerrichter das Recht, einen solchen Eintragungsantrag zu versagen.

## Vollstreckungsrecht
Im Vollstreckungsrecht gilt der Grundsatz, dass das früher entstandene Recht einem späteren im Rang vorgeht, was sich aus § 804 Abs. 3 ZPO ergibt. Maßgeblich ist der Zeitpunkt der Entstehung des Rechts. Dies hat insbesondere in der Einzelzwangsvollstreckung ein „Wettrennen“ der Gläubiger zur Folge.
Im Gegensatz hierzu erfolgt die Verteilung des Vollstreckungserlöses unter den Gläubigern in der Gesamtvollstreckung (Insolvenzverfahren) nach Quoten. Dies ergibt sich aus § 1 S. 1 InsO, nach dem die Gläubiger eine sogenannte Verlustgemeinschaft bilden.

## Kennzeichenrecht
Im Kennzeichnungsrecht (z. B. Namens- und Markenrecht) hat der Prioritätsgrundsatz zur Folge, dass beim Zusammentreffen verwechslungsfähiger Rechte das ältere Vorrang vor dem jüngeren hat.